# Hydriomena henshawi
Hydriomena henshawi là một loài bướm đêm trong họ Geometridae.